# Dov'è la tua casa
Dov'è la tua casa (Hogar) è un film spagnolo del 2020 diretto dai fratelli Alex e David Pastor.
È stato distribuito da Netflix a partire dal 25 marzo 2020.

## Trama
Javier è un ex pubblicitario disoccupato, che nonostante l'esperienza e il curriculum di rilievo non riesce a trovare una nuova occupazione, ed è quindi costretto a trasferirsi con la sua famiglia in un'abitazione più modesta. Inoltre scopre che il figlio adolescente viene deriso dai compagni di scuola a causa del proprio aspetto fisico. La moglie Marga prova a convincere il marito a vendere la lussuosa auto a cui è tanto affezionato, ma lui rifiuta; allora per aiutarlo a superare il periodo difficile lo incoraggia a frequentare dei corsi serali.
In una di queste lezioni sente la frase "dovete smettere di chiedere scusa, dovete smettere di chiedere permesso" e ciò infiamma Javier, che sente molto la mancanza della vecchia casa. Nei giorni successivi comincia a recarvisi, e un giorno in cui i nuovi proprietari sono usciti decide di rientrarvi, avendo ancora una copia delle chiavi. A un certo punto inizia a pedinare il nuovo proprietario, Tòmas, che frequenta un gruppo di ricovero dalle dipendenze. Avendo scoperto che un anno prima aveva fatto un incidente in stato di ebbrezza coinvolgendo la moglie Lara e la figlia Monica, Javier si inventa una storia molto simile per ottenere la sua compassione e conoscere lui e la sua famiglia. Recandosi da loro, una sera viene riconosciuto dal giardiniere del loro condominio, ma riesce ad allontanarlo per tempo.
Poco tempo Javier dopo riceve una telefonata dal giardiniere del suo ex condominio, che minaccia di rivelare chi è veramente: in cambio non vuole denaro, ma le mutandine della piccola Monica. Inizialmente l'uomo accetta, ma poi il giardiniere gli intima di nascondere una telecamera nella cameretta della bambina, per poterla spiare. Javier allora decide di introdursi una notte nel sotterraneo per sabotare gli attrezzi del giardiniere, che il giorno dopo muore bruciato.
Poco dopo Javier e Lara si incontrano: quest'ultima dice che il marito le aveva raccontato dell'incidente, ma Javier nega dicendo che è stato Tòmas a contattarlo. Il giorno successivo raggiunge Tòmas al lavoro e lo provoca inducendolo a picchiarlo davanti a tutti, così Lara lo caccia di casa temendo per sé e per la figlia. Javier poi dà alla donna uno spray al peperoncino, a cui ha segretamente aggiunto dell'estratto di arachidi, a cui Tòmas è allergico, dicendole che potrà esserle utile.
Successivamente Javier si ingrazia Lara facendo incontrare a Monica una famosa ballerina con cui anni prima aveva lavorato e manda le foto a Tòmas per farlo ingelosire. L'uomo irrompe furioso in casa della moglie, che spaventata lo colpisce con lo spray modificato e poi chiama Javier. Egli la raggiunge e le dice di chiudersi in camera con la figlia fino all'arrivo della polizia, approfittandone così per scambiare la bomboletta manomessa con una integra. L'uomo poi si accorge che Tòmas è ancora vivo, e lo strangola. In seguito riesce a farsi assumere al posto di Tòmas, che lavorava per il padre di Lara.
Poco tempo dopo Marga, insospettita dai comportamenti del marito, gli rivela di aver scoperto cos'ha fatto e afferma di voler rivelare tutto alla polizia: l'uomo però la minaccia dicendo che in questo modo lui non le pagherà più gli assegni e quindi lei ed il figlio finiranno in povertà, quindi Marga si rassegna.